# Jarokha

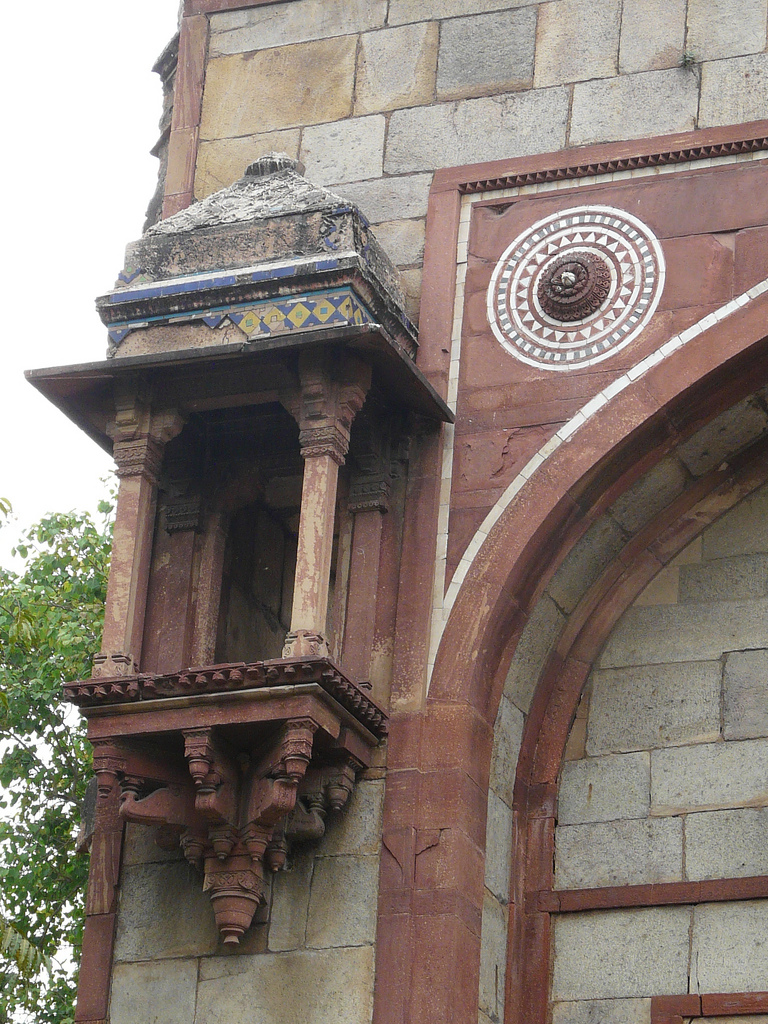
Una jarokha presente sulla porta d'accesso al mausoleo di Humayun

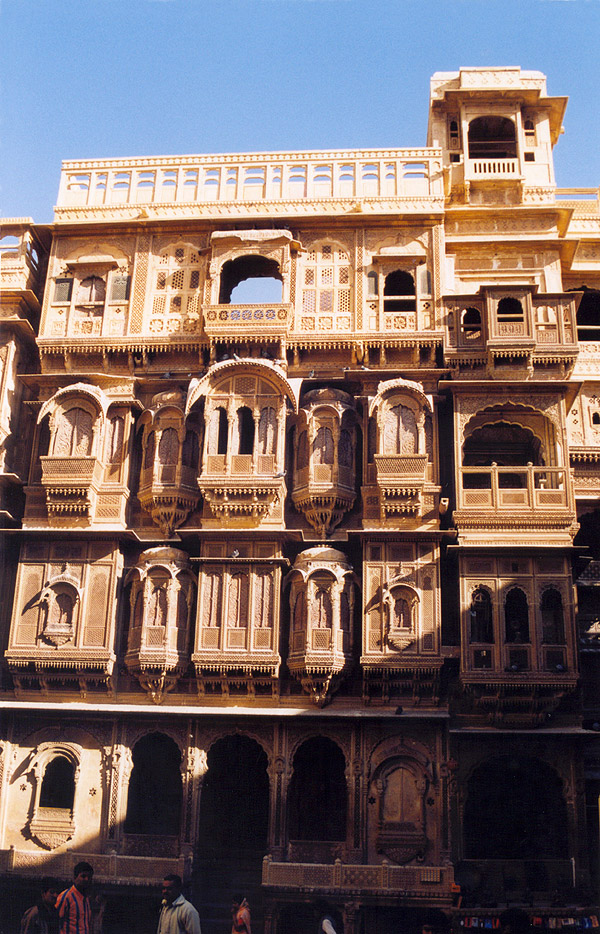
Numerose jarokha presenti sulla facciata di un palazzo a Jaisalmer, nel Rajasthan

La jarokha (anche jharokha o jharoka) è un tipo di balcone sopraelevato, utilizzato nell'architettura indiana, prevalentemente moghul e del Rajasthan. Le jarokha sono tipicamente sporgenti in avanti rispetto al piano delle pareti e venivano utilizzate sia solo per bellezza architettonica dell'edificio stesso o anche per uno scopo specifico, ad esempio per permettere alle donne di osservare al di fuori senza essere viste.